# Pokrovka (Vorónej)
Pokrovka — Покровка (rus) — és un poble de l'óblast de Vorónej, a Rússia, segons el cens del 2010 tenia 95 habitants.